# Інжекція носіїв заряду
Інжекція носіїв заряду (англ. hot-carrier injection) — явище в приладах твердотільної електроніки, при якому електрони або дірки переходять з однієї області приладу в іншу, переходячи в стан гарячих носіїв хоча б в одній із цих областей. Зміст слова «гарячі» в тому, що енергетичний розподіл електронів або дірок наближено описується добутком густини станів та статистики Фермі — Дірака з вищою, до тисячі кельвінів, ефективною температурою, ніж температура приладу.
Явище спостерігається в багатьох структурах. Найбільш значущим є випадок інжекції гарячих носіїв у МОП-транзисторі (після набуття при русі в каналі достатньої кінетичної енергії для подолання бар'єру на стику напівпроводник—діелектрик) шляхом емісії або тунелювання. При цьому носії, що увійшли до діелектрика, можуть створити паразитний струм затвора, а також «спійматися» на дефекти діелектрика, що спотворює робочі характеристики транзистора.